# SIAE Music Awards 2024
La 2ª edizione dei SIAE Music Awards si è tenuto il 23 novembre 2024 presso il Superstudio di Milano.
La premiazione è stata condotta da Amadeus e sotto la direzione artistica e la produzione de LaTarma Entertainment e Live Nation Entertainment. Le candidature dei brani «più ascoltati, ballati, cantati, riprodotti» nel corso del 2023 sono state annunciate il 14 novembre 2024.

## Vincitori e candidati
Le candidature sono state annunciate il 14 novembre 2024. I vincitori sono stati annunciati il 23 novembre 2024.

### Premi per autori e compositori

#### Miglior autore Under 35
- Ultimo

#### Premio speciale 2024
- Turandot – Autori: Giacomo Puccini, Franco Alfano, Giuseppe Adami, Renato Simoni; Editore: Casa Ricordi

Canzone Club
- Freed from Desire – Autori: Molella, Phil Jay, Gala; Editori: Mollyville Publishing, Wise Music Italy
  - I'm Good (Blue) – Autori: Maurizio Lobina, Gianfranco Randone, Massimo Gabutti, Camille Purcell, Philip Plested, David Guetta, Bebe Rexha; Editori: GZ2538, Dipiù, Sony Music Publishing Italy
  - L'amour toujours (I'll Fly with You) –  Autori: Gigi D'Agostino, Carlo Montagner, Paolo Sandrini, Diego Maria Leoni; Editori: Edizioni ZYX Music, Warner Music Publishing Italy
  - Marianela (que pasa) – Autori: Merk & Kremont, Florent Hugel, Arbin Joel Abreu, Jairo Bautista; Editori: Merk & Kremont, Cock An Ear Productions, Aparataje Music, BMG Rights Management
  - Mi fai impazzire –  Autori: Riccardo Fabbriconi, Sfera Ebbasta, Greg Willen, Michelangelo; Editori: Cupido, Eclectic Music Group, Eclectic Music Publishing, Music Union, Thaurus Publishing

Canzone locali da ballo con musica live
- Due vite – Autori: Marco Mengoni, Davide Petrella, Davide Simonetta; Editori: Universal Music Publishing, Garage Days, Eclectic Music Publishing, No Comment Opificio Musicale
  - Afrodite – Autori: Marco Puppi, Fabio Cozzani, Roberto Giacinto Pellegrino, Romeo Cattaneo; Editori: Two Music, Casanova Casanova, M. C. Harmony, Benvenuto Edizioni Musicali
  - Mon Amour – Autori: Annalisa Scarrone, Paolo Antonacci, Davide Simonetta, Zef; Editori: Eclectic Music Publishing, Nuova Nassau, Universal Music Publishing, Warner Chappell Music Italiana, Diana
  - Sarà perché ti amo – Autori: Daniele Pace, Pupoù, Dario Farina; Editori: Universal Music Publishing, Curci Edizioni, Abramo Allione Edizioni Musicali
  - Un'avventura – Autori: Lucio Battisti, Mogol; Editori: Creazioni Artistiche Musicali, Universal Music Italia

Canzone locali con musica live
- Nel blu, dipinto di blu – Autori: Domenico Modugno, Franco Migliacci; Editori: Curci Edizioni
  - Albachiara –  Autori: Vasco Rossi, Alan Taylor; Editori: Warner Chappell Music Italiana
  - Caruso – Autori: Lucio Dalla; Editori: EMI Music Publishing, Universal Music Publishing
  - Con il nastro rosa – Autori: Lucio Battisti, Mogol; Editori: Edizioni Musicali Acqua Azzurra
  - Via con me – Autori: Paolo Conte; Editori: Universal Music Publishin

#### Miglior canzone radio
- Italodisco – Autori: Alex Fiordispino, Antonio "Stash" Fiordispino, Starchild, Davide Petrella; Editori: Wonder Manage, The Beautiful Ones, Baraonda Edizioni, Diana, Garage Days, Universal Music Publishing
  - Cenere – Autori: Lazza, Dardust, Davide Petrella; Editori: Universal Music Publishing, Garage Days, Me Next, J
  - Parafulmini – Autori: Ernia, Fabri Fibra, Calcutta, Davide Petrella, Zef; Editori: Big Picture Management, Thaurus Publishing, Clamat, Universal Music Publishing, Puro, Diana, Solorap
  - Pazza musica – Autori: Paolo Antonacci, Davide Petrella, Davide Simonetta, Zef; Editori: Eclectic Music Publishing, Nuova Nassau, Garage Days, Universal Music Publishing, Diana, Indaco Edizioni
  - Rubami la notte – Autori: Riccardo Zanotti, Marco Paganelli, Lorenzo Vizzini Bisaccia; Editori: BMG Rights Management, Tuttomoltobenegrazie

#### Miglior canzone italiana all’estero
- I'm Good (Blue) – Autori: Maurizio Lobina, Gianfranco Randone, Massimo Gabutti, Camille Purcell, Philip Plested, David Guetta, Bebe Rexha; Editori: GZ2538, Dipiù, Sony Music Publishing Italy
  - Blue (Da Ba Dee) – Autori: Maury, Jeffrey Jey, Massimo Gabutti; Editori: GZ2538
  - Con te partirò – Autori: Lucio Quarantotto, Francesco Sartori; Editori: Sugar Music, Double Marpot
  - Freed from desire – Autori: Molella, Phil Jay, Gala Editori: Mollyville Publishing, Wise Music Italy
  - Nel blu, dipinto di blu – Autori: Domenico Modugno, Franco Migliacci; Editori: Curci Edizioni

#### Miglior canzone streaming
- Cenere – Autori: Lazza, Dardust, Davide Petrella; Editori: Universal Music Publishing, Garage Days, Me Next, J
  - Due vite  – Autori: Marco Mengoni, Davide Petrella, Davide Simonetta; Editori: Universal Music Publishing, Garage Days, Eclectic Music Publishing, No Comment Opificio Musicale
  - Mon Amour – Autori: Annalisa, Paolo Antonacci, Davide Simonetta, Zef; Editori: Eclectic Music Publishing, Nuova Nassau, Universal Music Publishing, Warner Chappell Music Italiana, Diana
  - Supereroi – Autori: Mr. Rain, Lorenzo Vizzini Bisaccia, Federica Abbate; Editori: Universal Music Publishing, Dodo Music Italia, BMG Rights Management, Mr. Rain
  - Tango – Autori: Tananai, Paolo Antonacci, Alessandro Raina, Davide Simonetta; Editori: Eclectic Music Publishing, Nuova Nassau

#### Miglior canzone social
- Due vite – Autori: Marco Mengoni, Davide Petrella, Davide Simonetta; Editori: Universal Music Publishing, Garage Days, Eclectic Music Publishing, No Comment Opificio Musicale
  - Cenere – Autori: Lazza, Dardust, Davide Petrella; Editori: Universal Music Publishing, Garage Days, Me Next, J
  - Ci pensiamo domani – Autori: Angelina Mango, Alessandro La Cava, Fulminacci, Zef; Editori: Universal Music Publishing, LaTarma Management, Diana, Maciste Dischi, Ikona, Sabbia e Nuvole
  - Mon Amour – Autori: Annalisa, Paolo Antonacci, Davide Simonetta, Zef; Editori: Eclectic Music Publishing, Nuova Nassau, Universal Music Publishing, Warner Chappell Music Italiana, Diana
  - Supereroi – Autori: Mr. Rain, Lorenzo Vizzini Bisaccia, Federica Abbate; Editori: Universal Music Publishing, Dodo Music Italia, BMG Rights Management, Mr. Rain

#### Miglior canzone jazz
- Ricordi Diavolo Rosso – Autori: Paolo Conte; Editori: Universal Music Publishin
  - Concerto azzurro – Autori: Stefano Bollani, Paolo Silvestri; Editori: Universal Music Publishing
  - Impermeabili – Autori: Paolo Conte; Editori: Sugar Music, BMG Rights Management
  - Max – Autori: Paolo Conte; Editori: Sugar Music, BMG Rights Management
  - Un giro per Bahia – Autori: Stefano Bollani Editori: Universal Music Publishing

#### Miglior colonna sonora - Cinema
- C'è ancora domani – Autori: Daniele Marchitelli; Editori: Flipper, Nightingale Songs
  - Il grande giorno – Autori: Brunori Sas; Editori: Warner Chappell Music Italiana, Picicca
  - Il sol dell'avvenire – Autori: Franco Piersanti; Editori: Radiofandango
  - Me contro Te – Il film: Missione Giungla – Autori: Sofia Scalia, Luigi Calagna, Matteo Corradi, Matteo Curallo, Riccardo Pietro Garifo, Vito Paparella; Editori: Me Contro Te, Synthwave Edizioni, Red Music Edizioni, Brioche Edizioni
  - Me contro Te - Il film: Vacanze in Transilvania – Autori: Sofia Scalia, Luigi Calagna, Matteo Curallo, Riccardo Pietro Garifo, Vito Paparella; Editori: Me contro Te, Synthwave Edizioni, Red Music Edizioni, Brioche Edizioni

#### Miglior colonna sonora - Film TV
- I cacciatori del cielo – Autori: Pasquale Catalano, Antonio Fresa; Editori: Curci Edizioni
- Fernanda Wittgens – Autori: Paolo Vivaldi, Alessandro Sartini; Editori: Rai Com
- Il cattivo poeta – Autori: Michele Braga; Editori: Curci Edizioni
- Napoli milionaria! – Autori: Paolo Vivaldi, Alessandro Sartini; Editori: Bixio Edizioni Musicali Tina Anselmi
- Una vita per la democrazia – Autori: Paolo Vivaldi, Alessandro Sartini; Editori: Rai Com

#### Miglior colonna sonora - Serie TV
- Imma Tataranni - Sostituto Procuratore 3 – Autori: Andrea Farri; Editori: Rai Com, 9 aprile
  - Le indagini di Lolita Lobosco 2 – Autori: Santi Pulvirenti, Tommy Caputo; Editori: Emergency Music Italy, New Emergency
  - I bastardi di Pizzofalcone 4 – Autori: Pasquale Catalano; Editori: Rai Com
  - Per Elisa - Il caso Claps – Autori: Matteo Buzzanca; Editori: Sony Music Publishing
  - Un professore 2 – Autori: Andrea Farri; Editori: Rai Com

#### Miglior colonna sonora - Film streaming
- Il grande giorno – Autori: Brunori Sas; Editori: Warner Chappell Music Italiana
  - Era ora – Autori: Santi Pulvirenti; Editori: Sony Music Publishing
  - Picicca Improvvisamente Natale – Autori: Pino Donaggio; Editori: Notorius, Rocket Music Publishing
  - Dezi L’ultima notte di Amore – Autori: Santi Pulvirenti; Editori: Creazioni Artistiche Musicali
  - Me contro Te - Il film: Persi nel tempo – Autori: Sofia Scalia, Luigi Calagna, Matteo Corradi, Riccardo Pietro Garifo, Vito Paparella; Editori: Me Contro Te, Synthwave Edizioni, Red Music Edizioni, Brioche Edizioni

### Miglior colonna sonora - Serie tv streaming
- Mare fuori – Autori: Stefano Lentini, Raiz, Matteo Paolillo, Lolloflow; Editori: Rai Com
  - I Cesaroni – Autori: Andrea Guerra; Editori: Bixio Edizioni Musicali, RTI
  - Coloora Odio il Natale – Autori: Emanuele Bosi, Michele Braga; Editori: BMG Rights Management, Sony Music Publishing, Kobalt Music
  - Questo mondo non mi renderà cattivo – Autori: Giancane, Valerio Smordoni; Editori: Woodworm Publishing, Sony Music Publishing
  - Un professore 1 – Autori: Francesco Gabbani, Luigi De Crescenzo, Fabio Ilacqua; Editori: BMG Rights Management, Wise Music Italy, Curci Edizioni, The Beautiful Ones, Rai Com, Banijay Music Italy, The Saifam Group

#### Best Recorded Track
- Rewind – Autori: Vasco Rossi, Gaetano Curreri; Editori: Emi Music Publishing, Giamaica
  - Alba – Autori: Ultimo Editori: Honiro Label, Ultimo Entertainment
  - L’amore l’amore – Autori: Vasco Rossi, Roberto Casini, Andrea Righi; Editori: Universal Music Publishing, Giamaica
  - Siamo qui – Autori: Vasco Rossi, Tullio Ferro; Editori: Universal Music Publishing, Giamaica
  - Tornare a te – Autori: Ultimo; Editori: Honiro Label, Ultimo Entertainment

### Premi live

#### Miglior canzone live concert
- Giovani Wannabe – Autori: Riccardo Zanotti, Marco Paganelli, Enrico Brun, Andrea Pisani, Giorgio Pesenti; Editori: BMG Rights Management, Tuttomoltobenegrazie

#### Miglior canzone live recital
- C'era una volta il West – Autori: Ennio Morricone; Editori: Universal Music Publishing, Musica e OltreS